# Crackle
Crackle est une plate-forme de streaming en ligne proposant des émissions et séries télévisées et des films américains. Fondée au début des années 2000 sous le nom de Grouper, la société devient Crackle en 2007 et devient la propriété de Sony Pictures Entertainment. Le service est gratuit et financé par la publicité. Il est accessible sur box internet, console de jeux vidéo, téléphone mobile et sur ordinateur.

## Historique

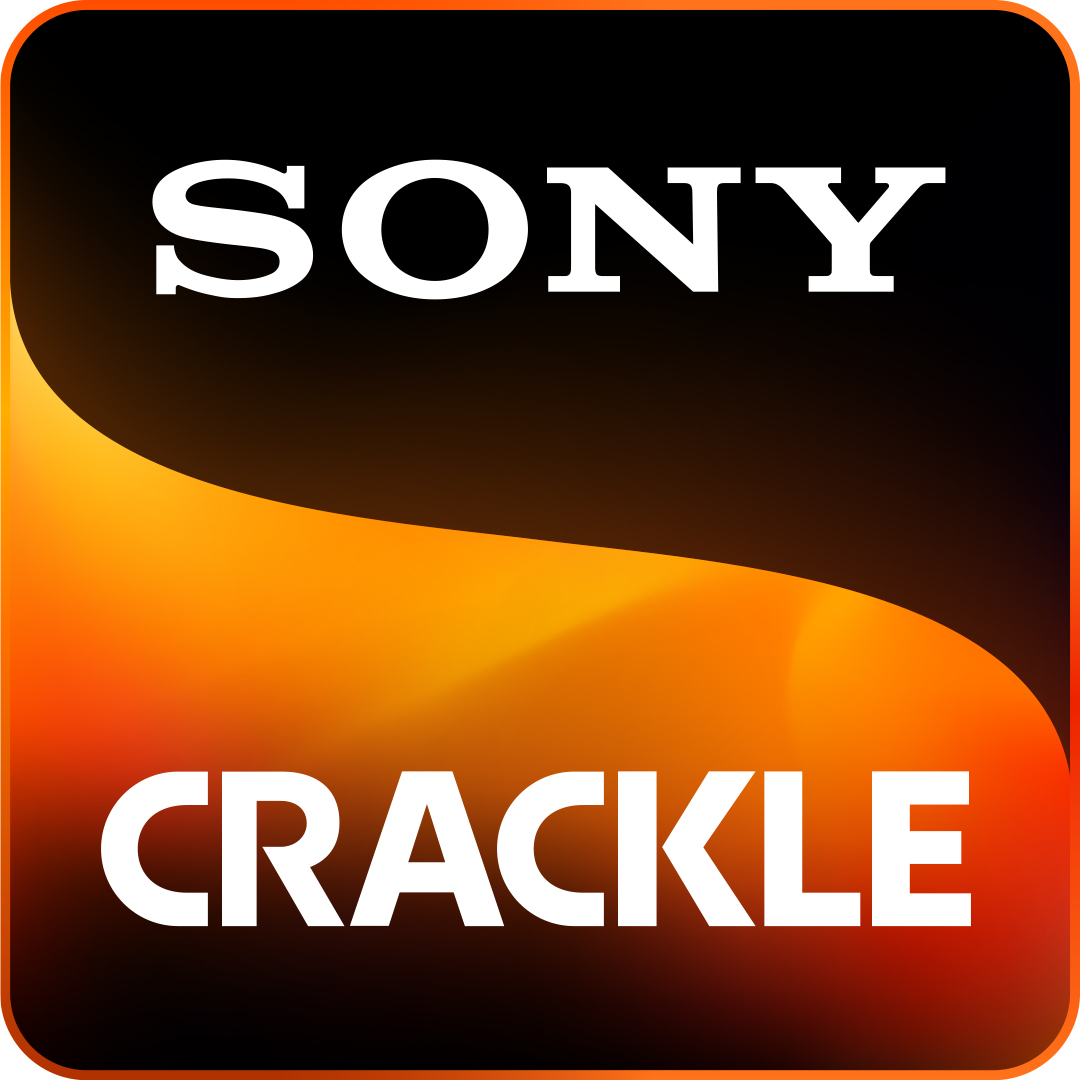
Logo de Crackle par Sony en 2018

En 2006, Sony rachète Grouper et lance Crackle en juillet 2007. L'offre est concentrée sur la diffusion de web-séries et la découverte de nouveaux talents. Dès 2008, la plateforme se développe en proposant de nombreuses productions originales comme 30 Second Bunnies et Medical Island,,. Courant 2008, l'entreprise quitte San Francisco pour rejoindre le siège de Sony Pictures Entertainment à Culver City.
En janvier 2012, Crackle ajoute Animax à son contenu, pour les États-Unis et le Canada,. Fin 2013, Animax est retiré du catalogue. Crackle s'étend ensuite à l'Australie où elle reprend la diffusion du soap opera Des jours et des vies délaissé par son diffuseur historique (Nine Network).
Le 28 juin 2018, Sony ferme son service au Canada, une partie du contenu original étant disponible sur Netflix (Comedians in Cars Getting Coffee), et une autre partie étant disponible sur les services de vidéo à la demande de Bell Media (CraveTV, CTV Movies et CTV Vault).

## Programmes et catalogue
Le catalogue de Crackle contient de nombreux films (Tigre et Dragon, La Nuit des morts-vivants, ...), des séries télévisées (Charlie's Angels, ...) et séries d'animations américaines ainsi que des clips musicaux.
En plus de diffuser des œuvres d'autres studios, Crackle finance, produit et/ou distribue ses propres programmes.

### Séries originales
- Trenches (en) (2009–2010)
- Angel of Death (en) (2009)
- The Bannen Way (en) (2009–2010)
- Jailbait (en) (comédie, 2011)
- Chosen (2013–2014)
- Cleaners (en) (2013–2014)
- Sequestered (en) (2014)
- SuperMansion (animation, 2015–2019)
- The Art of More (2015–2016)
- StartUp (2016–2019)
- Snatch (comédie, 2017–2018)
- The Oath (2018–2019)
- Rob Riggle's Ski Master Academy (en) (2018–2019)
- The Oath (2020-2021)

### Émissions
- Comedians in Cars Getting Coffee (2012–2017, puis sur Netflix)
- Sports Jeopardy! (2014–2016)

### Films originaux
- 2015 : Code Hacker (en) (The Throwaways) de Tony Bui
- 2015 : Dead Rising (Dead Rising: Watchtower)
- 2015 : Joe La Crasse 2 : Un bon gros loser (Joe Dirt 2: Beautiful Loser)
- 2016 : Dead Rising: Endgame
- 2017 : Mad Families (en)
- 2018 : In the Cloud (en)
- 2018 : Office Uprising